# Hubert Błaszczyk
Hubert Andrzej Błaszczyk (ur. 10 grudnia 1952 w Golczewie) – polski sędzia, działacz opozycji antykomunistycznej w PRL, działacz polonijny.

## Życiorys
W 1975 ukończył studia na Wydziale Prawa i Administracji Uniwersytetu im. Adama Mickiewicza. Od 1975 do 1977 był aplikantem w Sądzie Wojewódzkim w Zielonej Górze, a od 1977 do 1979 asesorem w Sądzie Rejonowym w Świebodzinie. Od 1979 do 1982 był sędzią w tym sądzie. Pełnił funkcję przewodniczącego Wydziału Cywilnego, a następnie wiceprezesa sądu.
Od 1980 do 1981 należał do PZPR. We wrześniu 1980 wstąpił do NSZZ „Solidarność” i był doradcą prawnym struktur związku. Po 13 grudnia 1981 działał w podziemiu. Był członkiem sztabu podziemnej organizacyjne opozycyjnej działającej w stanie wojennym "Podziemie NSZZ Solidarność Ziemi Świebodzińskiej". W kwietniu 1982 został aresztowany, a następnie skazany za nielegalną działalność opozycyjną na karę 4 lat pozbawienia wolności i karę dodatkową 3 lat pozbawienia praw publicznych. Został zwolniony z więzienia na mocy amnestii w 1983, po odbyciu półtora roku pozbawienia wolności. Następnie pracował jako referent ds. socjalnych i prawnych w Spółdzielni Pracy Usługowo-Wydawniczej w Świebodzinie, do 1987 kontynuując działalność opozycyjną.
W 1987 wyjechał z kraju i udał się na emigrację do Australii, gdzie pracował jako robotnik budowlany, od 1992 do 1998 jako operator maszyny, a następnie jako kierownik magazynu.
W 2010 r. został przewodniczącym polonijnego Związku Więźniów Politycznych Okresu Stanu Wojennego.

## Odznaczenia
W 2007 r., za wybitne zasługi w działalności na rzecz przemian demokratycznych w Polsce, został odznaczony przez prezydenta Lecha Kaczyńskiego Krzyżem Kawalerskim Orderu Odrodzenia Polski, a w 2025 r. za wybitne zasługi w kształtowaniu państwa prawa, a w szczególności za działalność na rzecz zachowania praworządności w czasach PRL Krzyżem Oficerskim Orderu Odrodzenia Polski przez prezydenta Andrzeja Dudę. W 2014 r. Krajowa Rada Sądownictwa odznaczyła go medalem „Zasłużony dla Wymiaru Sprawiedliwości – Bene Merentibus Iustitiae”. W 2017 r. otrzymał Krzyż Wolności i Solidarności, a w 2025 r. medal stowarzyszenia Prawnicy dla Polski "Fidelis Legibus" – "Wierny Prawom". 